# Nicholas Porzig
Nicholas Weston Porzig (conocido como Nick Porzig; Ciudad del Cabo, Sudáfrica, 1 de julio de 1972) es un deportista australiano que compitió en remo.
Participó en dos Juegos Olímpicos de Verano, obteniendo una medalla de plata en Sídney 2000, en la prueba de ocho con timonel, y el sexto lugar en Atlanta 1996, en la misma prueba.

## Palmarés internacional
| Juegos Olímpicos | Juegos Olímpicos   | Juegos Olímpicos | Juegos Olímpicos |
| Año              | Lugar              | Medalla          | Prueba           |
| ---------------- | ------------------ | ---------------- | ---------------- |
| 2000             | Sídney (Australia) | Medalla de plata | Ocho con timonel |